# Parque Jardim Felicidade
O Parque Jardim Felicidade: é um parque localizado no distrito de Pirituba, na divisa dos bairros Jardim Felicidade e Chácara Inglesa, na zona oeste da cidade brasileira de São Paulo.